# Rockaway Beach (chanson)
Pour les articles homonymes, voir Rockaway Beach.
Singles de Ramones
Swallow My Pride
(1977) Do You Wanna Dance?
(1978)
Rockaway Beach est une chanson interprétée par le groupe punk rock américain Ramones, écrite et composée par Dee Dee Ramone. Sortie en single en novembre 1977, elle est extraite de l'album Rocket to Russia.
Elle parle de Rockaway Beach, un quartier de la ville de New York dans l'arrondissement du Queens, où le bassiste Dee Dee Ramone aimait passer du temps. Il l'a composée dans un style inspiré de la surf music et des Beach Boys.
Parmi les trois singles du groupe entrés dans le Billboard Hot 100 aux États-Unis, c'est celui qui réalise le meilleur classement avec la 66e place la semaine du 21 janvier 1978.
Rockaway Beach arrive en 6e position d'un sondage réalisé par le magazine Rolling Stone auprès de ses lecteurs en 2013 pour désigner les dix meilleures chansons des Ramones.
Le magazine Paste la classe quant à lui au 4e rang des dix meilleures chansons du groupe en 2010.

## Classements hebdomadaires
| Classement (1978)              | Meilleure position |
| ------------------------------ | ------------------ |
| États-Unis (Billboard Hot 100) | 66                 |